# Oensingen

Luftbild (1948)

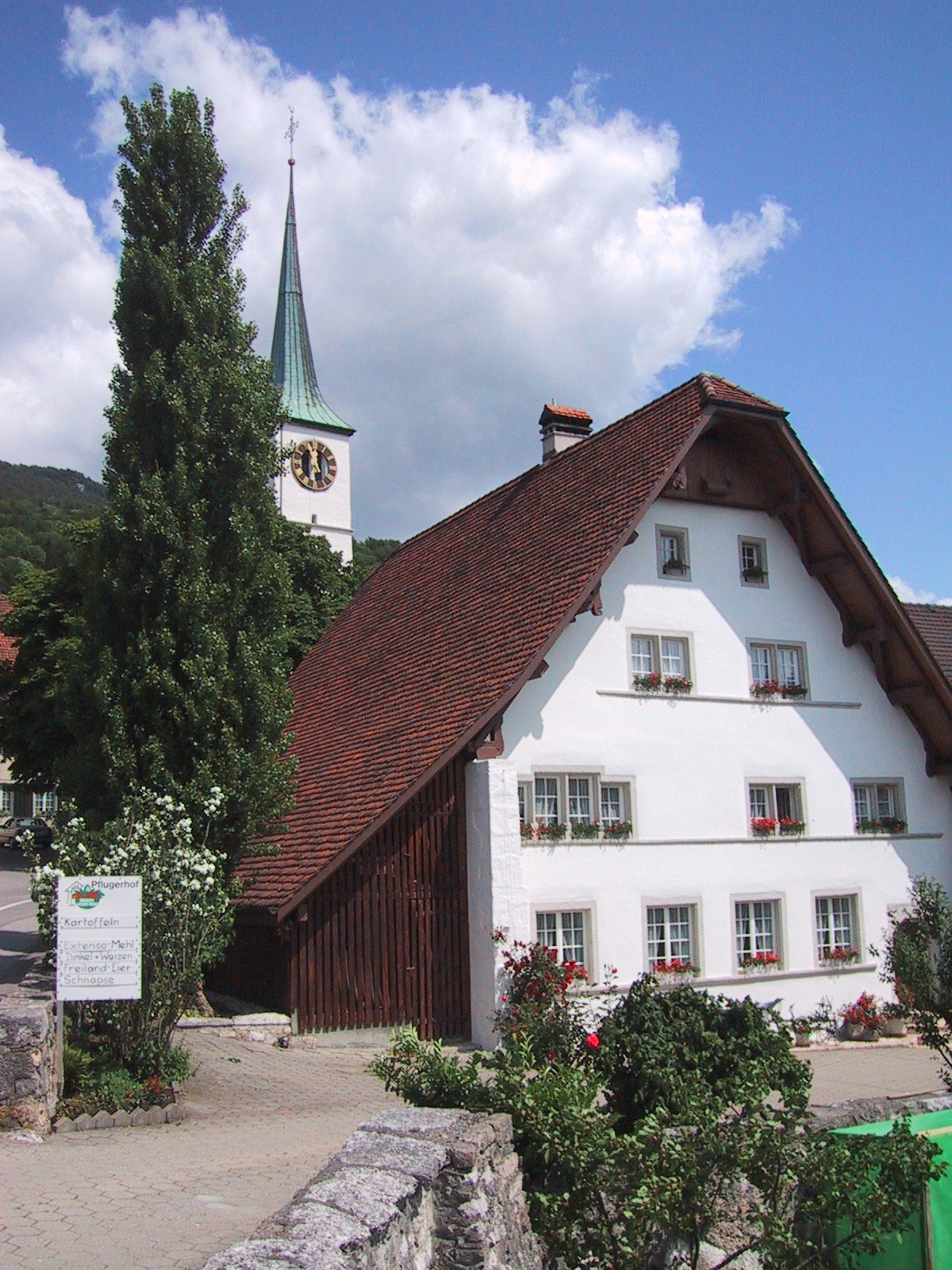
Oensingen

Oensingen ist eine politische Gemeinde und Hauptort des Bezirks Gäu im Kanton Solothurn der Schweiz.

## Geographie
Oensingen liegt im Mittelland am Fusse des Jura und am Ausgang der Klus, durch welche die Dünnern von Balsthal her kommend zum Jurasüdfuss fliesst. Die Jurahänge machen etwa 40 % der Gemeindefläche aus und sind stark bewaldet.
Der höchste Punkt ist die Wannenfluh westlich der Klus mit 1033 m ü. M., weitere markante Punkte sind die Roggenfluh im Nordosten mit 995 m ü. M., die Lehnfluh und die Ravelle. Mit einer Fläche von rund 12 km² ist Oensingen die grösste Gemeinde im Bezirk Gäu.
Die Berglandschaft «Ravellenflue und Chluser Roggen», die etwa je zur Hälfte im Gebiet von Oensingen und in der Gemeinde Balsthal liegt, ist wegen der bedeutenden geologischen Strukturen und der grossen biologischen Vielfalt im Bundesinventar der Landschaften und Naturdenkmäler von nationaler Bedeutung (BLN) verzeichnet.
Oensingen gilt als Beispiel für Zersiedelung im Schweizer Mittelland. Der Ort, dessen ursprünglicher Dorfkern sich im Unterdorf befindet, vergrösserte sich zunächst zum weiter westlich gelegenen Bahnhof. Die Industriebetriebe wurden, anders als in traditionellen Industrieregionen, nicht nahe dem Dorfkern angesiedelt, sondern auf der Ebene zum Nachbarort Niederbipp. Dieses errichtete seinerseits eine grossflächige Industriezone, weshalb Oensingen und Niederbipp heute nahezu zusammengewachsen sind. Der starke Flächenverbrauch in der Region führte dazu, dass viele Gebiete entlang der Hauptstrasse von Oensingen bis Wiedlisbach überbaut sind.

## Geschichte
Der Ortsname Oensingen ist alemannischen Ursprungs und etwa im 6. Jahrhundert entstanden. Er wird als Wohnsitznahme eines Ongis gedeutet. Erstmals urkundlich wird Oensingen 968 erwähnt. Konrad von Burgund bestätigte damals die Zugehörigkeit von Oingesingin cum ecclesia zum Kloster Münster-Granfelden.
Die ältesten menschlichen Spuren gehen jedoch bis in die Altsteinzeit zurück: In der «Rislisberghöhle» wurde ein Rentierknochen mit einem eingravierten Steinbock gefunden. Aus späterer Zeit stammt der Schalenstein mit 8 Schalen und diversen Figuren am Südhang der Ravelle.
In der Römerzeit war Oensingen die grösste römische Siedlung zwischen Olten und Solothurn und lag an einer strategisch wichtigen Verzweigung von Handels- und Heerstrassen.
Die Wichtigkeit bezeugen auch die Überreste von vier Burgen aus dem Mittelalter auf der Lehnfluh. In der ersten Hälfte des 13. Jahrhunderts wurde die heute noch erhaltene und von weit sichtbare Neu-Bechburg von den Freiherren von Bechburg erbaut. Nach verschiedenen Eigentümern gelangte sie 1463 zur Stadt Solothurn.
Die katholische Pfarrkirche St. Georg wurde in der Mitte des 16. Jahrhunderts erbaut, 1643 bis 1648 erweitert und 1773 durch Paolo Antonio Pisoni renoviert.

## Politik
Der Gemeinderat (Exekutive) besteht inklusive des Gemeindepräsidenten aus 7 Mitgliedern. In den letzten vier Wahlen ergaben sich folgende Sitzverteilungen:
- SP: 1
- GLP: 1
- Die Mitte: 3
- FDP: 1
- SVP: 1

| Partei                                                          | 2021 | ±   | 2017 | ±   | 2013 | ± | 2009 |
| --------------------------------------------------------------- | ---- | --- | ---- | --- | ---- | - | ---- |
| Christlichdemokratische Volkspartei (Seit 02.06.2022 Die Mitte) | 3    |     | 3    | + 1 | 2    |   | 2    |
| FDP.Die Liberalen (bis 2009 Freisinnig-Demokratische Partei)    | 1    | − 1 | 2    | – 1 | 3    |   | 3    |
| Sozialdemokratische Partei                                      | 1    |     | 1    |     | 1    |   | 1    |
| Schweizerische Volkspartei                                      | 1    |     | 1    |     | 1    |   | 1    |
| Grünliberale Partei                                             | 1    | + 1 |      |     |      |   |      |

## Verkehr

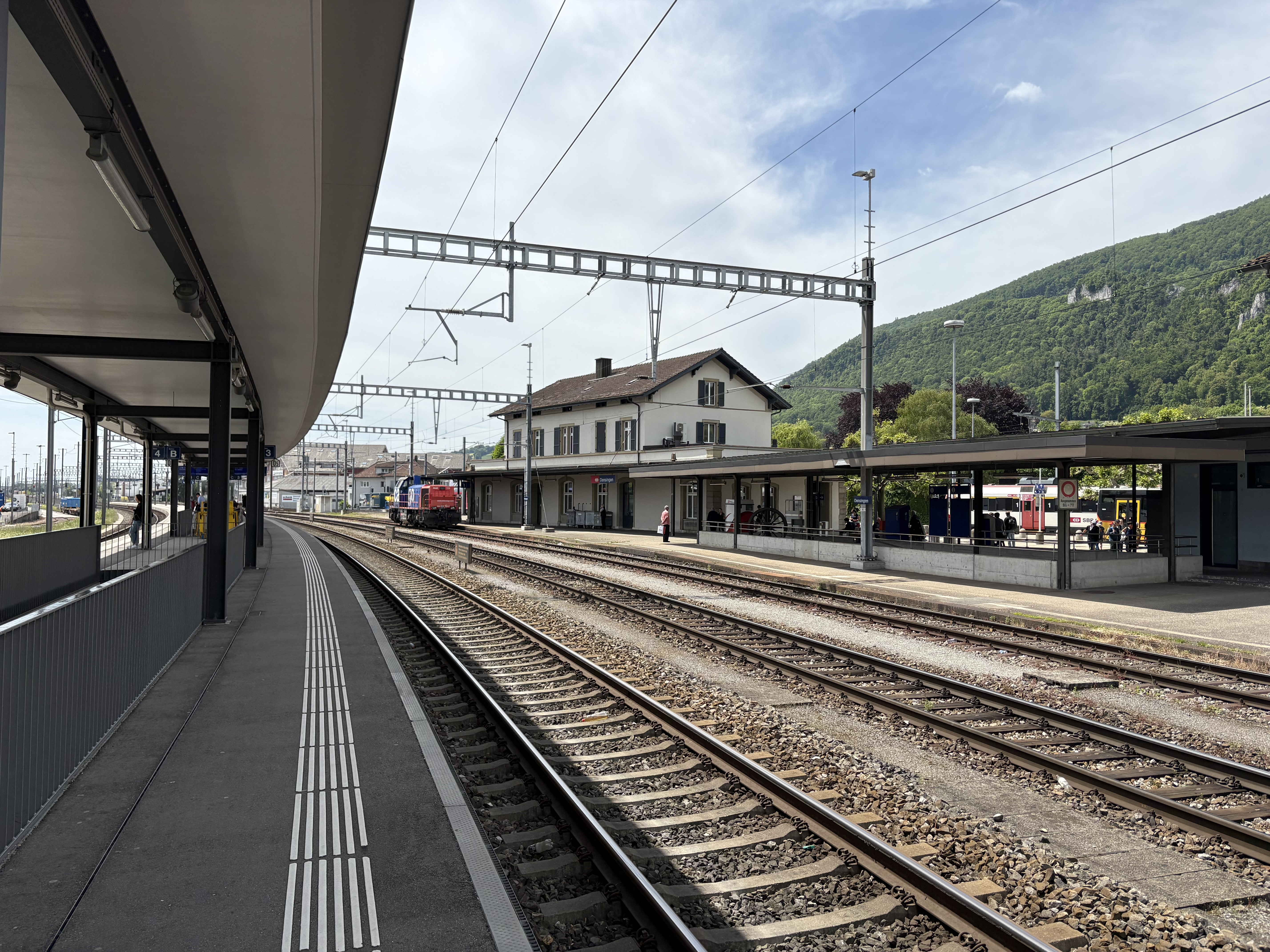
Oensingen Bahnhof

1876 eröffnete die Schweizerischen Centralbahn die Gäubahn von Olten nach Solothurn. Sie ist heute Teil Jurasüdfusslinie der SBB. 1899 nahm die Oensingen-Balsthal-Bahn (OeBB) ihren Betrieb auf. Von 1907 bis 1943 führte zudem die meterspurige Langenthal-Jura-Bahn nach Oensingen. Heute wird der Bahnhof Oensingen von Zügen der SBB, der OeBB und seit 2012, nach dem Wiederaufbau der Meterspurverbindung Niederbipp–Oensingen, auch der Aare Seeland mobil bedient.
Im Jahr 1965 erfolgte der Anschluss an die Autobahn A1. Dieses Ereignis hat das Dorf bis heute entscheidend geprägt, vor allem durch die darauf folgende Ansiedlung von Logistikbetrieben.

## Wirtschaft
Nebst vielen anderen Betrieben des industriellen und logistischen Bereichs hat auch die grösste Fleischverarbeiterin der Schweiz, die Bell Food Group, wichtige Betriebsteile am Standort Oensingen. Auffällig vor allem auch der grosse Rindvieh-Schlachthof: 2500 bis 3000 dieser Tiere (inklusive Kälber) werden hier wöchentlich geschlachtet. Und dies wird sich in nächster Zeit noch einmal erhöhen, weil der neu erstellte Schlachthof kurz vor der Inbetriebnahme steht.

## Abwasserreinigungsanlage
Im Jahr 1976 wurde die Abwasserreinigungsanlage (ARA) Falkenstein in Betrieb genommen. Neben Oensingen sind dem Zweckverband Aedermannsdorf, Balsthal, Herbetswil, Holderbank, Laupersdorf, Langenbruck, Matzendorf, Mümliswil-Ramiswil und Welschenrohr angeschlossen. Auch Industrieabwässer, u. a. der Bell-Food-Group-Schlachterei in Oensingen und der Papierfabrik Swiss Quality Paper in Balsthal, kommen dazu.

## Grundwasserqualität
2020 soll im Pumpwerk Moos eine fixe Messsonde zur 24-Stunden-Überwachung der Grundwasserqualität installiert werden.

## Sehenswürdigkeiten
- Neu-Bechburg
- Die Pfarrkirche St. Georg (15. und 17. Jh.)[13]

## Sonnwendfeier
Alle drei Jahre veranstalten die beiden Feuerwerksvereine «Ravellenclub» und «Vogelherdclub» eine Sonnwendfeier mit Höhenfeuern und einem grossen Feuerwerk. Dabei feuern der Ravellenclub westlich des Schlosses Neu-Bechburg sowie der Vogelherdclub östlich im tiefer gelegenen Vogelherd gemeinsam ein insgesamt 60 Minuten dauerndes Feuerwerk ab, das jeweils ein grosses Publikum anzieht. Das Feuerwerk wird als das grösste Feuerwerk der Schweiz beworben.

## Bevölkerung
| Bevölkerungsentwicklung | Bevölkerungsentwicklung |
| Jahr                    | Einwohner               |
| ----------------------- | ----------------------- |
| 1837                    | 995                     |
| 1850                    | 1'032                   |
| 1900                    | 1'165                   |
| 1950                    | 2'428                   |
| 2007                    | 4'818                   |
| 2010                    | 5'245                   |

## Wappen
Blasonierung
 In Rot ein weisses Tatzenkreuz
Wird oft mit einem Malteserkreuz verwechselt.

## Persönlichkeiten
- Bonaventura Baumgartner (1822–1884), Lehrer, Beamter und Politiker
- Roland Schär (* 1950), Radrennfahrer